# Collegio di Milano
Il Collegio di Milano è un collegio universitario di merito destinato a ospitare studenti, italiani e stranieri, delle Università milanesi, statali e non statali, che abbiano dimostrato negli studi doti e impegno particolari, ottenendo risultati di eccellenza.  Il Collegio è una istituzione senza fini di lucro sostenuta, attraverso una fondazione, da sette università e da enti pubblici e privati.
È legalmente riconosciuto e accreditato come Collegio Universitario di Merito dal MUR (Ministero dell'Università e della Ricerca).
Per essere ammessi al Collegio di Milano è necessario partecipare al Bando di Ammissione, rispettando i requisiti indicati, e superare il processo di selezione. 

## Storia
Il Collegio di Milano, inaugurato il 29 settembre 2003, è stato fondato da un gruppo di imprese, istituzioni pubbliche e private tra cui le sette Università milanesi (l'Università degli Studi di Milano, il Politecnico di Milano, l'Università degli Studi di Milano-Bicocca, l'Università Cattolica del Sacro Cuore, l'Università commerciale Luigi Bocconi, la Libera Università di lingue e comunicazione IULM e l'Università Vita-Salute San Raffaele) e Aspen Institute Italia. Alla realizzazione del progetto hanno partecipato attivamente anche personalità del calibro di: Filippo de Vivo, Umberto Eco, Carlo Ratti e Marco Santambrogio. La nascita del Collegio di Milano, infatti, fu ispirata dal cosiddetto Manifesto di Cambridge, una proposta per l'università italiana redatta nel 1997 da un gruppo di dottorandi italiani all'Università di Cambridge, tra cui de Vivo e Ratti, e sostenuta da numerosi accademici e intellettuali, tra cui Eco e Santambrogio.
Dal 2008 il Direttore Generale è Stefano Blanco. Presidente della Fondazione è Salvatore Carrubba, successore di Giancarlo Lombardi, che dopo la nomina di Carrubba, fu presidente onorario fino alla sua scomparsa nel 2017. A capo del Comitato Scientifico vi è Susanna Mantovani, pedagogista italiana e vincitrice dell'Ambrogino d'Oro nel 2020.

## Attività e strutture

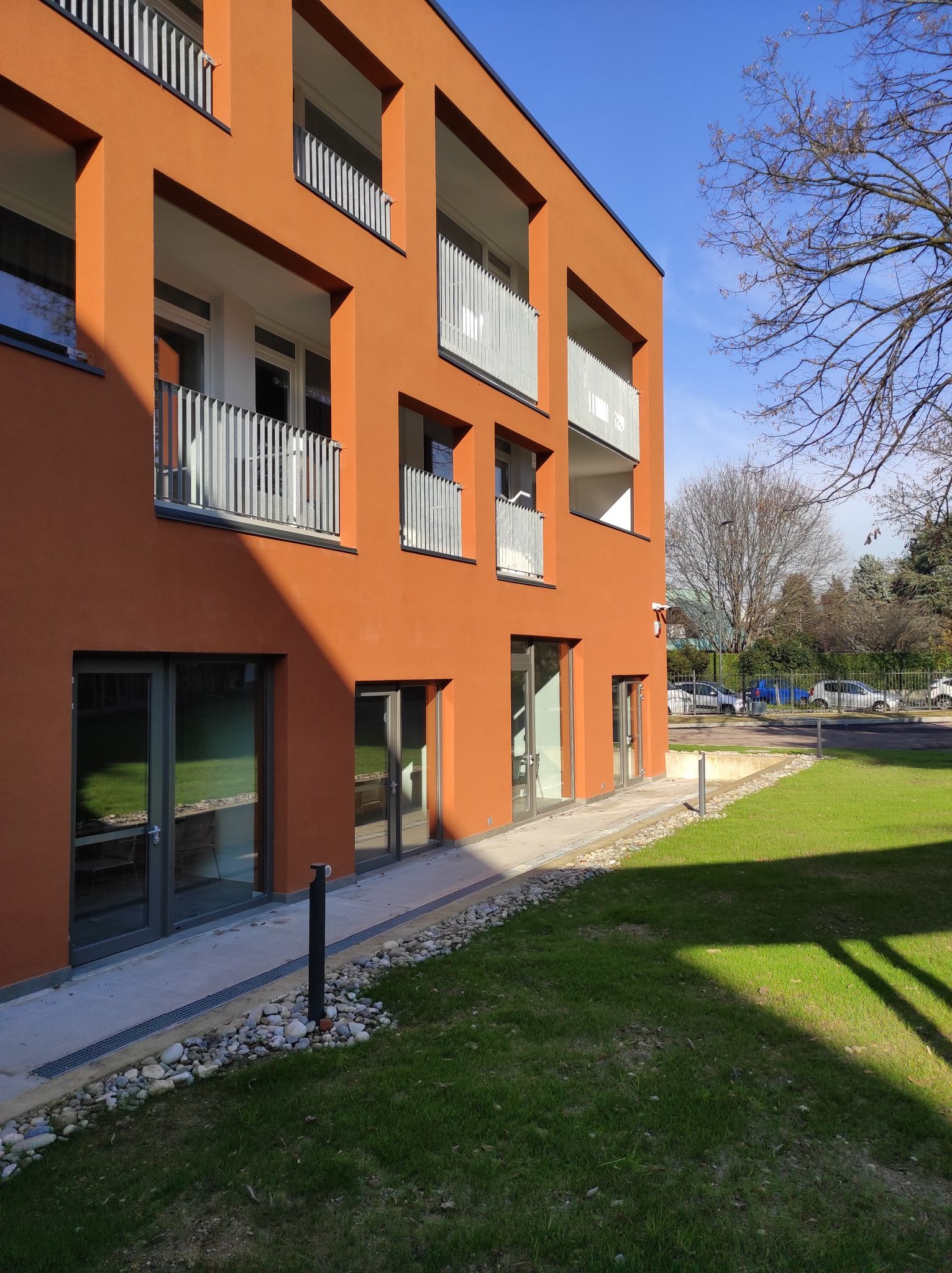
Il secondo buidling del Collegio di Milano, progettato dallo Studio Piuarch

Il campus, progettato dall'architetto Marco Zanuso, è immerso in un parco di 30.000 mq. Il complesso venne realizzato tra il 1971 e il 1974 per ospitare originariamente il Centro per l'assistenza finanziaria ai paesi africani (noto anche come FinAfrica) che avrebbe accolto negli anni studenti internazionali per specializzazioni nel settore bancario e finanziario dei paesi in via di sviluppo.  L'architettura dell'edificio originario del Collegio ricorda il brutalismo della Andrew Melville Hall disegnata da James Stirling e costruita nel 1967 per l'Università di St. Andrews.

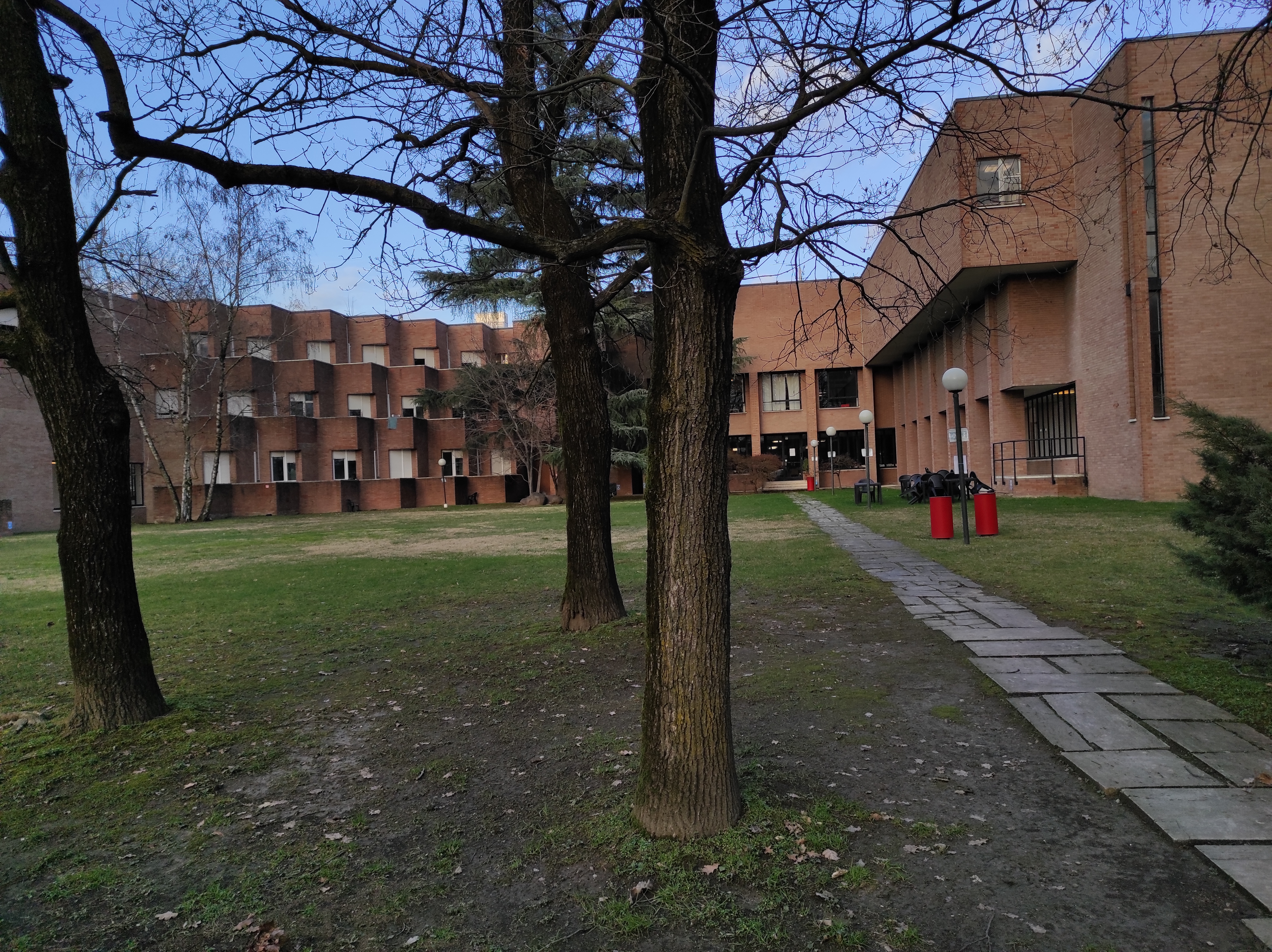
Dettaglio dell'edificio progettato da Marco Zanuso dove si osservano le porte finestre su terrazzini privati chiusi da parapetti in mattoni pieni sabbiati.

Nel 2020 è stato aperto un secondo edificio, nato dal progetto dello Studio Piuarch, vincitore del concorso indetto dalla Fondazione nel 2008 per ampliare il campus, aggiungendo così altri 53 posti alloggio ai 118 già esistenti. La proposta progettuale di Piuarch si concretizza nella giustapposizione di un nuovo edificio indipendente fisicamente e funzionalmente dall'edificio Zanuso, che afferma una propria riconoscibilità, pur avendo riguardo dello stato di fatto e delle preesistenze del contesto in cui si colloca.
Gli studenti ammessi al Collegio di Milano usufruiscono di servizi formativi e residenziali finalizzati a offrire un contesto nel quale ottenere il massimo rendimento negli studi all'interno di un ambiente formativo multidisciplinare e internazionale che promuove lo sviluppo personale e professionale.
In particolare, gli studenti del Collegio di Milano vengono ammessi dopo un attento processo di selezione. Agli studenti viene offerto un percorso formativo parallelo e complementare a quello universitario, in campi eterogenei rispetto ai loro ambiti di studio accademico. Il Collegio svolge anche un lavoro di tutoring, relazioni internazionali e career service per guidare i propri studenti nelle scelte del loro percorso di studi e nell’inserimento nel mondo del lavoro.
Gli studenti del Collegio di Milano devono costantemente rispettare il Patto Formativo e soddisfare alcuni requisiti accademici.

## Fondazione Collegio delle Università Milanesi

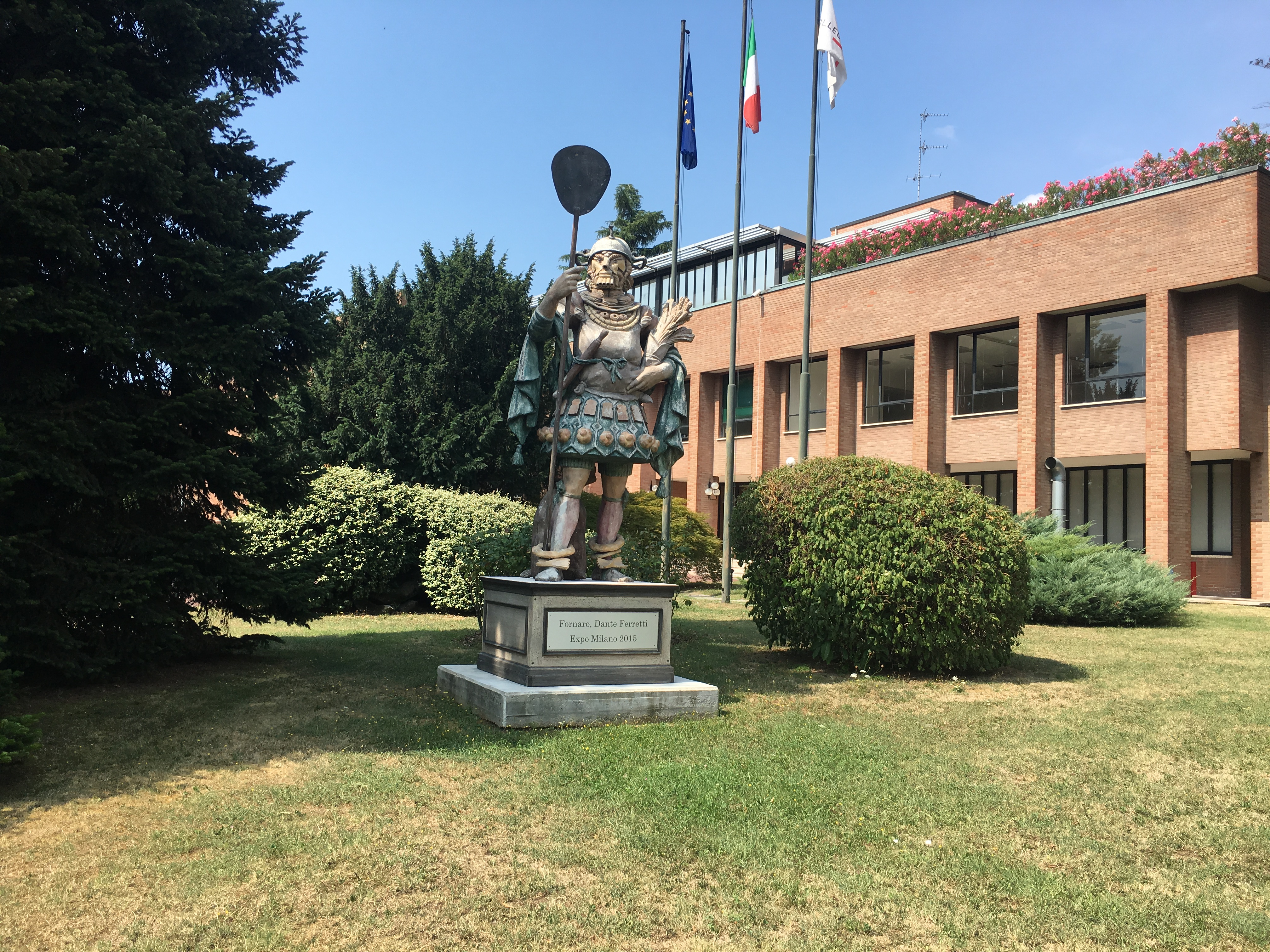
Statua Il Fornaro di Dante Ferretti creata per Expo Milano 2015 e donata al Collegio di Milano.

Il Collegio di Milano è animato dalla Fondazione Collegio delle Università Milanesi, un'istituzione senza scopo di lucro, sostenuta da sette università milanesi e da importanti enti pubblici e privati (Comune di Milano, Regione Lombardia, Camera di Commercio di Milano, Aspen Institute Italia, Assolombarda, Bracco, Edison, Intesa Sanpaolo, Mediaset e Pirelli) con l'obiettivo di essere un punto di riferimento all'interno del panorama accademico, istituzionale e imprenditoriale italiano ed europeo.
Le attività della Fondazione sono volte alla diffusione e promozione della vita di college, alla valorizzazione della cultura del merito, all'internazionalizzazione del sistema universitario e all'integrazione delle realtà locali. Attraverso lo studio delle dinamiche relative alla residenzialità temporanea all'interno di contesti multiculturali, essa si propone inoltre come leva di incentivazione per la mobilità sociale e la cittadinanza attiva.
Durante Expo 2015 a Milano, il Collegio ha fatto parte del programma Expo Collegeper offrire ospitalità a studenti provenienti da tutto il mondo favorendo l'incontro tra diverse prospettive culturali ed ha avuto la gestione complessiva di Expo Village Milano 2015 e di tutte le attività ad esso connesse: un’area protetta adiacente al sito di Expo, composta da sette torri, che in dieci mesi ha accolto circa 5.000 persone provenienti da 130 Paesi.